# Christ bénissant

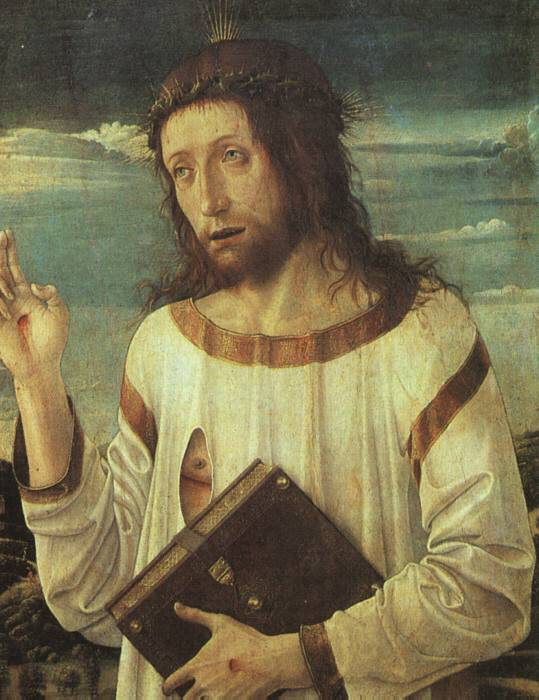
Le thème par Giovanni Bellini.

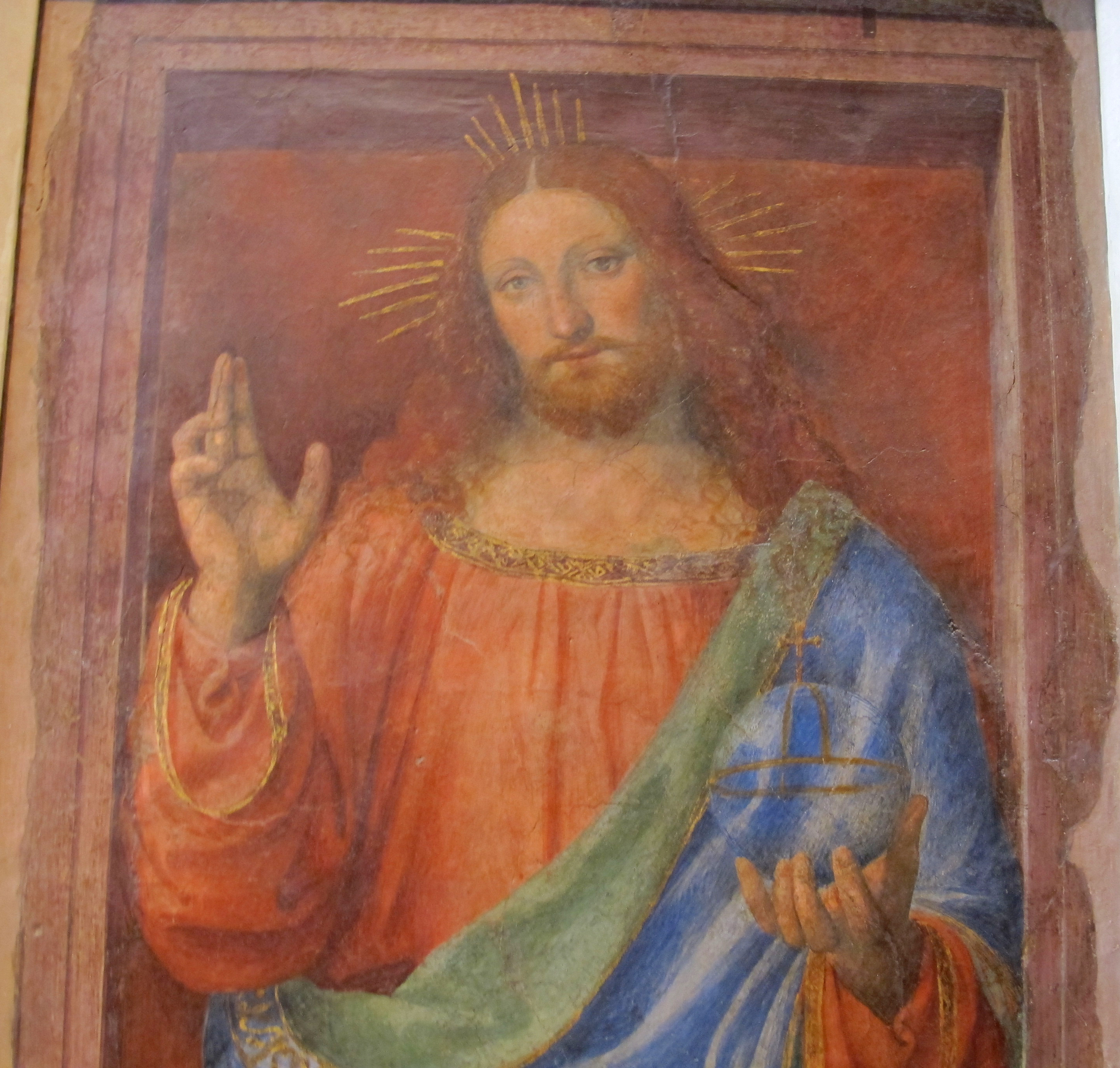
Idem par Bernardino Luini.

Le Christ bénissant est une des représentations artistiques de Jésus-Christ de l'iconographie chrétienne.
Le Christ représenté avec la main droite levé et deux doigts dressés n'est pas inscrit dans un épisode précis de sa vie, mais ses stigmates étant visibles, voire également quelques-uns des instruments de sa Passion (couronne d'épines), il est vu comme ayant accompli sa mission de « Sauveur » et se présente de face comme figure du martyre, bénissant le spectateur, le monde, ou simplement le commanditaire du tableau s'il s'agit d'une œuvre de dévotion privée.

## Peintres du thème

### Italiens
- Barna da Siena
- Giovanni Bellini plusieurs tableaux, tous deux intitulés Le Christ bénissant :
  - Le Christ bénissant, musée du Louvre
  - Le Christ bénissant, musée d'art Kimbell (Texas)
- Carlo Crivelli
- Le Guerchin
- Federico Barocci
- Marconi Rocco
- Maestro di Castelseprio
- Simone Martini
- Tino di Camaino
- Francesco Trevisani
- Giovanni Pietro Ligari
- Raphaël, Le Christ bénissant (1506)
- Bernardino Luini, Le Christ bénissant (1520-1525)